# Jamaal Levy
Jamaal Abdul Levy Cox (Ciudad de Panamá, 8 de enero de 1983) es un entrenador de baloncesto panameño, actualmente a cargo de los seleccionados juveniles de Panamá. Fue también jugador profesional del mismo deporte, desempeñándose en las posiciones de ala-pívot y alero.

## Carrera universitaria
Jamaal Levy empezó su carrera universitaria jugando por cuatro años en Wake Forest Demon Deacons equipo deportivo de la Universidad de Wake Forest en Winston-Salem, Carolina del Norte. Los equipos de los Demon Deacons participan en las competiciones universitarias organizadas por la NCAA, y forma parte de la Atlantic Coast Conference. 

### Universidades
| Club                      | País           | Año       |             |
| ------------------------- | -------------- | --------- | ----------- |
| Wake Forest Demon Deacons | Estados Unidos | Freshman  | 2001 - 2002 |
| Wake Forest Demon Deacons | Estados Unidos | Sophomore | 2002 - 2003 |
| Wake Forest Demon Deacons | Estados Unidos | Júnior    | 2003 - 2004 |
| Wake Forest Demon Deacons | Estados Unidos | Sénior    | 2004 - 2005 |

## Carrera profesional
Jamaal en su carrera profesional se ha desempeñado desde el 2005 en varios equipos de Argentina, Paraguay, Uruguay y Panamá.

### Clubes
- Actualizado hasta el 24 de marzo de 2022.

| Club                        | País      | Año         |
| --------------------------- | --------- | ----------- |
| Biguá                       | Uruguay   | 2005 - 2006 |
| Estudiantes de Bahía Blanca | Argentina | 2006 - 2008 |
| La Unión de Formosa         | Argentina | 2007        |
| Estudiantes de Bahía Blanca | Argentina | 2007 - 2008 |
| Sol de América              | Paraguay  | 2008        |
| Estudiantes de Bahía Blanca | Argentina | 2008 - 2009 |
| Sol de América              | Paraguay  | 2009        |
| Magnates de Costa del Este  | Panamá    | 2009        |
| Estudiantes de Bahía Blanca | Argentina | 2009 - 2010 |
| Lanús                       | Argentina | 2010 - 2012 |
| Libertad de Asunción        | Paraguay  | 2012        |
| Libertad de Sunchales       | Argentina | 2012        |
| Olímpico                    | Argentina | 2012        |
| Lanús                       | Argentina | 2013        |
| Monte Hermoso Basket        | Argentina | 2013        |
| Defensor Sporting           | Uruguay   | 2014        |
| Bahía Basket                | Argentina | 2014 - 2017 |
| Universitarios del West     | Panamá    | 2017        |
| Bahía Basket                | Argentina | 2018 - 2020 |
| Regatas Corrientes          | Argentina | 2020        |
| Deportivo Viedma            | Argentina | 2021        |
| Villa Mitre                 | Argentina | 2021 - 2023 |

## Selección nacional
En total con la selección de baloncesto de Panamá disputó tres campeonatos FIBA Americas, una Copa Mundial de Baloncesto y fue convocado para disputar la Clasificación de FIBA Américas para la Copa Mundial de Baloncesto de 2019 a disputarse en China. Los FIBA Americas que disputó fueron el de Las Vegas 2007, donde quedaron novenos, el de México 2015, donde quedaron séptimos, y el de Panamá 2017, donde quedaron duodécimos. Con respecto al mundial, disputó el de Japón 2006, donde quedaron vigesimoterceros.

## Palmarés

### Campeonatos nacionales
- Actualizado hasta el 30 de abril de 2018.

| Título                         | Club           | País     | Año  |
| ------------------------------ | -------------- | -------- | ---- |
| Campeón de la Primera División | Sol de América | Paraguay | 2008 |

### Individuales
- Actualizado hasta el 30 de abril de 2018.

| Título                                  | Club           | País     | Año  |
| --------------------------------------- | -------------- | -------- | ---- |
| Mejor Extranjero de la Primera División | Sol de América | Paraguay | 2008 |